# Jean-Jacques Magendie
Jean-Jacques Magendie (Bordeaux, 21 mai 1766 – Paris, le 26 mars 1835) est un  officier de marine français. Il est célèbre pour avoir été le capitaine du Bucentaure à la bataille de Trafalgar.